# NGC 74
NGC 74 è una galassia a spirale, o secondo altri autori lenticolare, situata nella costellazione di Andromeda.
La galassia è stata ufficialmente scoperta il 7 ottobre 1855 dall'astronomo irlandese William Parsons, anche se molte delle scoperte a lui attribuite furono in realtà effettuate da qualcuno dei suoi assistenti, in questo caso R. J. Mitchell. 
Al momento della scoperta, NGC 74 venne descritta come "molto debole, piccola, estesa, ultima di un gruppo di sei", che oggi sono identificate come NGC 67, 69, 70, 71 e 72.

## Gruppo NGC 68
NGC 74 fa parte del Gruppo NGC 68, che contiene almeno una quarantina di galassie tra cui anche NGC 67, NGC 68, NGC 69, NGC 70, NGC 71 e NGC 72.